# Machu Picchu Research Station
Machu Picchu (spanska: Base Machu Picchu) är en peruansk forskningsstation i Admiralty Bay på King George Island i ögruppen Sydshetlandsöarna i Antarktis. Forskningsprojekten omfattar geologi, biologi, hydrografi och geofysik. Bland annat har man studerat krill och dess potential som mänsklig föda. 
Perus havsforskningsfartyg BIC Humboldt är anpassat för polarmiljön, och besöker ibland Machu Picchu-stationen. 
Närmaste befolkade plats är Commandante Ferraz Station, 4,2 km öster om Machu Picchu Research Station.